# 天華園
天華園（てんかえん）は、かつて北海道登別市に存在した中国風のテーマパークである。

## 概要
1985年に設立された「新登別プラザ」が上登別町地区にてレストラン・立体迷路・サーキット・オートキャンプ場・テニスコートを擁する屋外スポーツレクリエーション施設の開発を検討し1986年から造成工事に一部着手するも施設内容の再検討を理由に1987年に凍結、その後登別市からの工事再開の要望を受け1990年に中国庭園を軸とした開発計画を決定、1991年初めから着工し、1992年4月28日に竣工祝賀会を行い在日中国大使も出席し「日中平和祈念の鐘」が贈られ、翌29日に開業。のぼりべつクマ牧場が昔からあった他に、1990年には登別マリンパークニクスが開業し、さらに1992年に開業した登別伊達時代村と本園を加えて、登別市は4箇所のテーマパークを擁することとなった。
しかしシンボルの五重塔や茶室が未完成の状態で開業し完工が7月にずれ込んだことや冬季営業の不振により年間入場者目標50万人に対し初年度の時点で目標を大きく下回る27万人の入場者数にとどまり、他の3施設は登別3大テーマパークと呼ばれるまでに育っていったのに対して、天華園はアトラクションや企画に欠けたことから、リピーターが少ないものとなった。結果、天華園はオープンした翌年の1993年度以降の来場者数は減少傾向が続き、1996年時点では年間5万人程度に留まった。
1997年5月には親会社となる新潟県の谷村建設からの資金援助が途絶えたことにより新登別プラザが経営から撤退、建設債務の全額返済を機に市が施設を無償で借り受け東京のコンサルタント会社に運営を委託する形とし、1997年度からは冬季を休業とし週1回の定休日を設けるも来場者数は回復せず、1999年には入園料の値下げや手軽な飲食メニューの拡充を図るも、オープンから7年後の1999年9月17日に営業を終了。施設の老朽化による雨漏り・電気機器の故障・従業員の病欠に伴い10月末の終了予定から前倒しとなり、最終年の来場者は約3500人に留まり、10月を以って谷村建設から登別市への管理委託契約を解消し備品の売却を行った。
閉鎖後は加森観光が買収に関心を示し犬や猫等の動物との触れ合いを主にした施設整備を目論むも、老朽化やアクセスの悪さから断念され2003年には登別市内の建設会社が土地を買い取り五重塔等の耐久施設を残しオートキャンプ場・パークゴルフ場・ペット訓練保養施設の整備を検討するも、その後断念され、放置状態が続いていたものの2017年1月頃から解体が開始され、リニューアブルジャパンの傘下企業により、2019年11月から太陽光発電所「北海道登別市北登別MS発電所」として運用を開始。26ヘクタールの敷地に約7.9万枚の太陽光パネルを整備し1.8万kWの出力を擁し、周辺には園内で用いられていた右横書きの「園華天」の看板がついた門塀や獅子のオブジェが残存している。

## 施設
園内は本物志向の中国庭園で中国の歴史や文化に触れるコンセプトで設計され、横山正監修のもと6棟の建造物と庭園を整備を整備。設計から施工まで北京市園林局の全面協力を得て中国本土から資材を輸入し技術者を招いて施工し、総工費約60億円をかけ、約4.2ヘクタールの敷地に清朝の宮廷庭園を再現。高さ約40メートルの五重の塔、自然の起伏を生かした散策路、巨岩を活かした築山、中国直輸入の文房四宝などの伝統工芸品を販売する専門店街、承徳避暑山荘を再現した広東料理を提供するレストラン、瑠璃瓦葺きの多目的ホール「会堂」などを設けた。